# Lijst van voetbalinterlands China - Frankrijk (vrouwen)
Deze lijst van voetbalinterlands is een overzicht van alle officiële voetbalinterlands tussen de nationale vrouwenteams van China en Frankrijk. De landen hebben tot nu toe elf keer tegen elkaar gespeeld.

## Wedstrijden
| №  | Plaats          | Datum            | Competitie                                    | Wedstrijd         | Uitslag |
| -- | --------------- | ---------------- | --------------------------------------------- | ----------------- | ------- |
| 1  | Varna           | 18 april 1990    | Grand Hotel Varna Cup                         | Frankrijk − China | 1 − 1   |
| 2  | Varna           | 21 april 1990    | Grand Hotel Varna Cup                         | China − Frankrijk | 2 − 0   |
| 3  | Orléans         | 8 maart 2000     | Vriendschappelijk                             | Frankrijk − China | 0 − 1   |
| 4  | Mantes-la-Ville | 20 maart 2001    | Vriendschappelijk                             | Frankrijk − China | 1 − 1   |
| 5  | Marmande        | 22 februari 2003 | Vriendschappelijk                             | Frankrijk − China | 1 − 2   |
| 6  | Lagos           | 16 maart 2003    | Algarve Cup 2003                              | China − Frankrijk | 3 − 0   |
| 7  | Guangzhou       | 18 januari 2006  | Four Nations Women's Football Tournament 2006 | China − Frankrijk | 1 − 1   |
| 8  | Lagos           | 11 maart 2006    | Algarve Cup 2006                              | Frankrijk − China | 1 − 0   |
| 9  | Mérignac        | 28 februari 2007 | Vriendschappelijk                             | Frankrijk − China | 2 − 0   |
| 10 | Parijs          | 16 juli 2016     | Vriendschappelijk                             | Frankrijk − China | 3 − 0   |
| 11 | Créteil         | 31 mei 2019      | Vriendschappelijk                             | Frankrijk − China | 2 − 1   |

## Samenvatting
| Competitie                               | Totaal gespeeld | Winst China | Gelijk | Winst Frankrijk | Doelsaldo China – Frankrijk |
| ---------------------------------------- | --------------- | ----------- | ------ | --------------- | --------------------------- |
| Algarve Cup                              | 2               | 1           | 0      | 1               | 3 − 1                       |
| Four Nations Women's Football Tournament | 1               | 0           | 1      | 0               | 1 − 1                       |
| Grand Hotel Varna Cup                    | 2               | 1           | 1      | 0               | 3 − 1                       |
| Vriendschappelijk                        | 6               | 2           | 1      | 3               | 5 − 9                       |
| Totaal                                   | 11              | 4           | 3      | 4               | 12 − 12                     |